# Aleksey Kuznetsov
Aleksey Kuznetsov (n. 15 august 1929, Gorodetsky District⁠(d), RSFS Rusă, URSS – d. 28 martie 2003) a fost un schior de fond ce a reprezentat Uniunea Republicilor Sovietice Socialiste, medaliat olimpic. A participat la o ediție a Jocurilor Olimpice (1960) în care a câștigat o medalie de bronz.

## Participări
Lista de mai jos prezintă principalele competiții la care a participat Aleksey Kuznetsov de-a lungul carierei.
- cross-country skiing at the 1960 Winter Olympics – men's 4 × 10 kilometre relay[*]